# زالا لانسيت
زالا لانسيت (بالإنجليزية: ZALA Lancet)‏ هي  طائرة دون طيار وذخيرة متسكعة طورتها شركة زالا الروسية الفرعية للطيران (جزء من شركة كلاشينكوف) لصالح القوات المسلحة الروسية. كُشف عنها لأول مرة في يونيو 2019 خلال معرض آرمي-2019 العسكري الذي أقيم في موسكو.  تُعد تطويرًا إضافيًّا لـ       «ZALA KYB-UAV»، المعروفة أيضًا باسم  الذخيرة المتسكعة «كوب بلا».

## الوصف

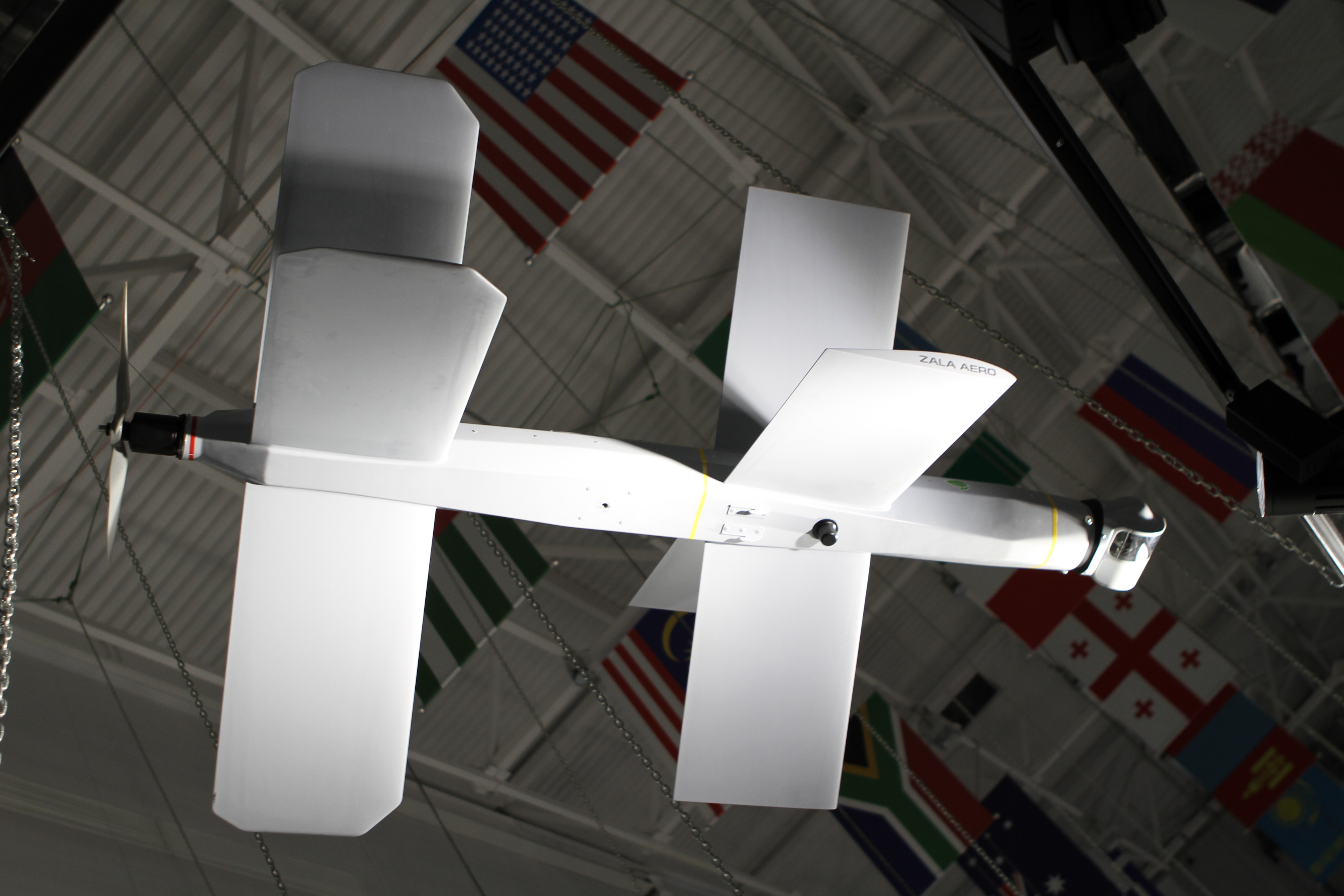
لانسيت زالا ، منظر جانبي

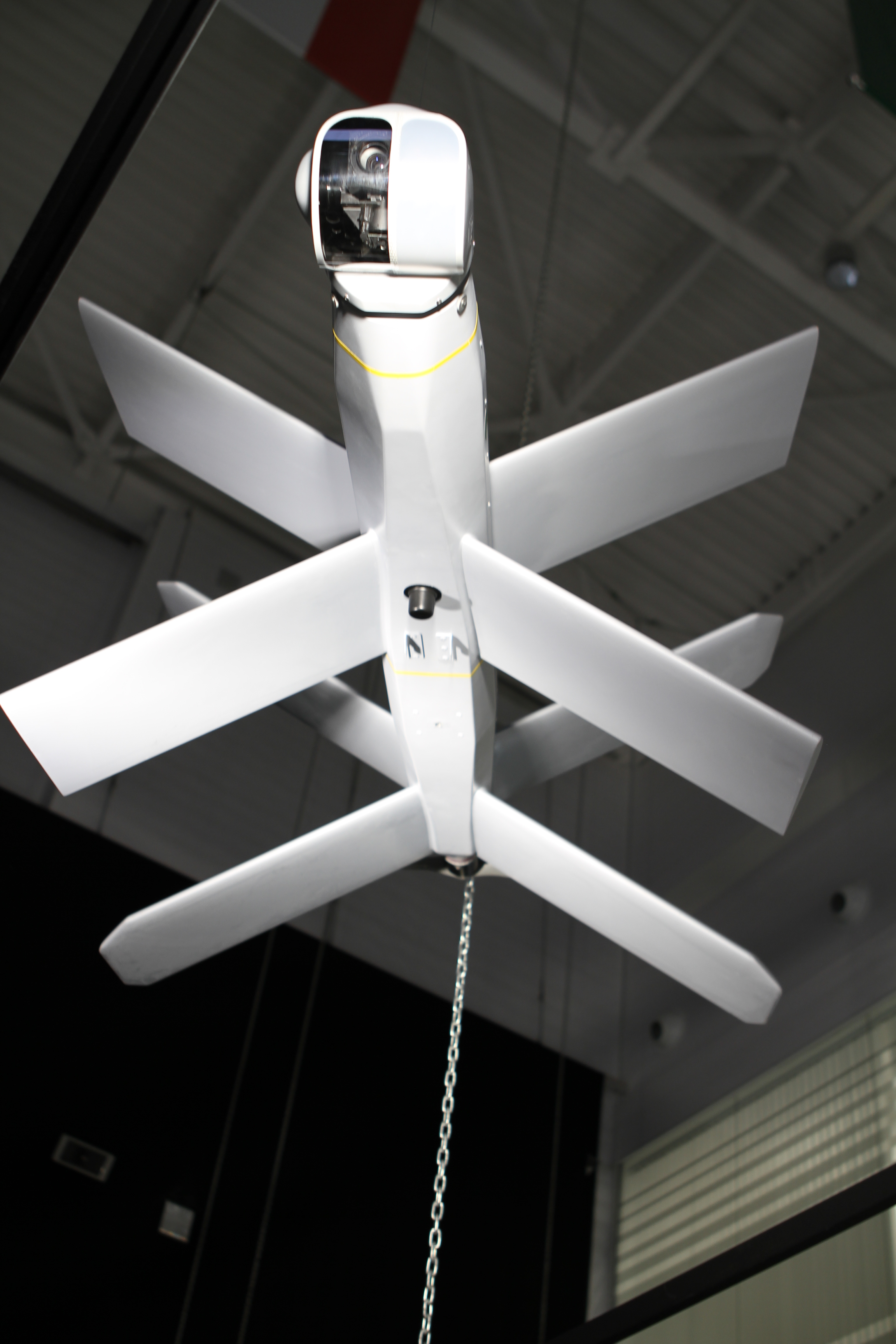
زالا لانسيت ، منظر أمامي

يمكن استخدام زالا لانسيت في كل من مهام الاستطلاع والهجوم، ويبلغ أقصى مدى لها 40 كم وأقصى وزن للإقلاع  12 كلغ. في وضعية القتال، يمكن تسليحها برؤوس حربية شديدة الانفجار أو شديدة الانشطار. كا إنها تتتميز بالتوجيه الإلكتروني البصري بالإضافة إلى وحدة توجيه تلفزيوني، والتي تسمح بالتحكم في الذخيرة في المرحلة النهائية من الرحلة.  تتميز الطائرة بدون طيار بوحدات الذكاء والملاحة والاتصالات. وفقًا لكبير مصممي زالا للطيران، ألكسندر زاخاروف، يمكن استخدام لانسيت فيما يسمى بدور «الألغام الجوية». في هذا الدور، تغوص الطائرة بدون طيار بسرعة قصوى تصل إلى 300 كلم / ساعة وتضرب طائرات العدو بدون طيار في منتصف طيرانها. يمكن إطلاق لانسيت عبر منصة إطلاق منجنيق من منصات أرضية أو بحرية مثل قوارب الدورية من فئة رابتور.

## التاريخ التشغيلي
خضعت لانسيت للاختبار القتالي في سوريا خلال التدخل العسكري الروسي في الحرب الأهلية السورية منذ نوفمبر 2020 على الأقل  في أبريل 2021، شنت ضربات ضد مسلحين في محافظة إدلب. 
في 8 يونيو 2022، أعلنت شركة الدفاع الروسية روستيخ أنه تم نشر طائرات لانسيت و KUB خلال الغزو الروسي لأوكرانيا عام 2022. بعد شهر، ظهرت أول لقطات لاستخدامهما القتالي في أوكرانيا.

## المشغلون
- روسيا - القوات المسلحة للاتحاد الروسي